# (20962) Michizane
(20962) Michizane est un astéroïde de la ceinture principale.

## Description
(20962) Michizane est un astéroïde de la ceinture principale. Il fut découvert le 12 mars 1977 à Kiso par Hiroki Kosai et Kiichiro Hurukawa. Il présente une orbite caractérisée par un demi-grand axe de 2,62 UA, une excentricité de 0,12 et une inclinaison de 12,9° par rapport à l'écliptique.